# 3-тя танкова армія (Третій Рейх)
3-тя танкова армія (нім. 3. Panzerarmee) — танкова армія у складі військ Вермахту нацистської Німеччини, що існувала у 1940–1945 роках. Створена 16 листопада 1940 року як 3-тя танкова група (нім. Panzergruppe 3) на основі 15-го моторизованого корпусу.
1 січня 1942 року танкова група була перейменована на танкову армію.

## Командування

### Командувачі
- генерал від інфантерії/генерал-полковник Герман Гот (нім. Hermann Hoth) (10 листопада 1940 — 5 жовтня 1941);
- генерал танкових військ/генерал-полковник Георг-Ганс Райнгардт (нім. Georg-Hans Reinhardt) (5 жовтня 1941 — 15 серпня 1944);
- генерал-полковник Ергард Раус (нім. Erhard Raus) (15 серпня 1944 — 9 березня 1945);
- генерал танкових військ Гассо фон Мантойффель (нім. Hasso von Manteuffel) (9 березня — 9 травня 1945).